# Коронавірусна хвороба 2019 на Кайманових островах
Епідемія коронавірусної хвороби 2019 на Кайманових островах — це поширення пандемії коронавірусної хвороби 2019 на територію Кайманових Островів. Перший випадок хвороби на цій британській заморській території зареєстровано 12 березня 2020 року.

## Хронологія
26 лютого влада Мексики надала дозвіл круїзному кораблю, зареєстрованому на Мальті, зайти до порту на острові Косумель у штаті Кінтана-Роо. Оскільки на судні знаходився пасажир, який імовірно був інфікований коронавірусом, то раніше кораблю було відмовлено у заходженні в порти Ямайки та Кайманових островів. Після огляду в пасажирів виявлено 2 випадки грипу.
12 березня першим підтвердженим випадком коронавірусної хвороби на островах став 68-річний італієць, якого 29 лютого перевезли з круїзного судна «Costa Luminosa» у лікарню на Кайманових островах у важкому стані через проблеми з серцем. За 2 дні повідомлено про його смерть.
16 листопада на островах зареєстрована друга смерть від коронавірусної хвороби.
17 грудня 2020 року 18-річна студентка медичного факультету Університету Мерсер Скайлар Мак із Логанвілла з американського штату Джорджія, та її 24-річний бойфренд Ванджае Рамгіт з Кайманових островів, були засуджені до 4 місяців ув'язнення за те, що вона порушила обов'язкове двотижневе карантинне обмеження COVID-19 на острові через два дні після прибуття зі Сполучених Штатів, а бойфренд також за те, що він допомагав і сприяв їй у цьому. Студентка зателефонувала до управління охорони здоров'я, щоб за день до її порушення браслет для відстеження місцеположення був ослаблений, і згодом вона його зняла. Під час оголошення вироку суддя Роджер Чаппл заявив, що рішення про порушення заходів безпеки було породжене «егоїзмом і зарозумілістю», і що Мак провела 7 годин усередині групи людей на багатолюдному заході без маски для обличчя та соціального дистанціювання. До цього дня на островах було зареєстровано 300 випадків хвороби та дві смерті від COVID-19. Згодом вирок було зменшено до двох місяців ув'язнення. 15 січня 2021 року її звільнили з в'язниці.
Незважаючи на епідемію хвороби, 26 травня 2021 року на островах відбулись загальні вибори.
24 вересня 2021 року, попри високий рівень вакцинації, острови знову запровадили карантинні обмеження, включаючи обов'язкове носіння масок для обличчя в приміщеннях, і обмеження на скупчення людей, через масовий сплеск випадків місцевої передачі вірусу. Більше 10 % населення островів були інфіковані внаслідок цього спалаху, попри те, що острови значною мірою стримували поширення інфекції до цього часу.